# Johan Christoffer Flodman
Johan Christoffer Flodman, född 22 mars 1794 i Linköping, Östergötlands län, död 3 juli 1870 i Herrestads landskommun, Östergötlands län, var en svensk präst i Herrestads församling.

## Biografi
Johan Christoffer Flodman föddes 22 mars 1794 i Linköping. Han var son till kvartermästaren vid Östgöta kavalleriregemente Johan Christopher Flodman och Catharina Magdalena Hasselqvist. Flodman studerade i Linköping och blev höstterminen 1813 student vid Uppsala universitet, Uppsala. Han tog 14 juni 1821 magister och blev 27 maj 1825 kollega i Eksjö, tillträde direkt. Flodman blev 27 september 1828 kollega i Västervik, tillträde direkt och 30 april 1830 komminister i Skönberga församling, Skönberga pastorat, tillträde samma år. Han blev 2 november 1836 komminister i Djursdala församling, Södra Vi pastorat, tillträde 1839 och tog pastoralexamen 8 juni 1836. Den 21 augusti 1842 blev han kyrkoherde i Herrestads församling, Herrestads pastorat, tillträde 1845 och blev 14 maj 1851 prost. Flodman avled 3 juli 1870 i Herrestads landskommun.
Han var respondens vid prästmötet 1843.

### Familj
Flodman gifte sig 12 juni 1825 med Eva Lovisa Spak (1794–1858). Hon var dotter till kyrkoherden Olof Spak och Eva Lovisa Herweghr i Grava socken. De fick tillsammans barnen Carl Theodor Christofer (född 1826) och Catharina Lovisa (1828–1915).

### Översättningar
- Predikningar av Friedrich Carl Timotheus Emmerich, Stockholm 1836 och 1837.[1]
- Commentar öfver Brefvet till Hebreerna av August Tholuck, Lund 1838.[1]
- Historiens Philosophie av Friedrich Schlegel, Stockholm 1841.[1]
- Qvinnan inför vår Herre av Karl Gottlob Willkomm, 4 delar, Stockholm 1844.[1]
- Jesu Christi lefverne av August Neander, Stockholm 1849.[1]
- Den Christna Qvinnans Tros- och Lefnads-spegel av Liebelust, 2 delar, även bearbetad, Stockholm 1851.[1]
- Utläggning af Psaltaren för Prester och Lekmän af Christna kyrkan av August Tholuck, även bearbetad, Lund 1856.[1]
- Guds folks eviga Sabbatsro av Richard Baxter, även bearbetad, Norrköping 1858.[1]
- Läran om den Christnes hopp, enligt den heliga Skrift, Stockholm 1859.[1]
- Utläggning av Joh. Uppenb (största delen) av Ebrard, Örebro 1859–1860.[1]